# Kispáli
Kispáli is een plaats (község) en gemeente in het Hongaarse comitaat Zala. Kispáli telt 248 inwoners (2001).